# EDHEC Business School
EDHEC Business School (francouzsky Ecole des Hautes Etudes Commerciales du Nord) je evropská obchodní škola s kampusy (pobočkami) v Paříži, Londýně, Lille, Nice a Singapuru. Škola byla založena v roce 1906 ve francouzském Lille. Škola je dlouhodobě považována mezi nejlepší obchodní školy Evropě.  

## Popis
EDHEC je akreditována u tří mezinárodních organizací: EQUIS, AMBA, a AACSB. Škola má přibližně 30000 absolventů ze 130 zemí a více než 140 národností. Mezi významné absolventy patří Delphine Arnault (ředitel společnosti Louis Vuitton) a zpěvák Jean-Jacques Goldman.

## Programy
EDHEC nabízí magisterský program v oboru managementu (Master in Management), několik specializovaných magisterských programů v oborech jako marketing, finance, média či personalistika (HR). EDHEC také nabízí doktorské studium, které vede k získání titulu Ph.D.

## Mezinárodní srovnání
Škola se dlouhodobě umisťuje na předních úrovních v žebříčcích srovnávají evropské obchodní školy. Mezinárodní deník Financial Times ji pravidelně zařazuje mezi nejlepší obchodní školy v Evropě. Zejména pak programy Finance a Management se obvykle nachází mezi prvními deseti nejlepšími evropskými univerzitami. 